# Bareja (nazwisko)
Bareja (forma żeńska: Bareja, liczba mnoga: Bareja) – polskie nazwisko.

## Etymologia nazwiska
Utworzone  od Bar (Bar-eja).

## Demografia
Na początku lat 90. XX wieku w Polsce mieszkały 953 osoby o tym nazwisku, najwięcej w dawnym województwie: siedleckim  – 547, warszawskim – 154 i elbląskim – 37. W 2002 roku według bazy PESEL mieszkało w Polsce około 1008 osób o nazwisku Bareja, najwięcej w powiecie siedleckim i mieście Siedlce.